# Francisco Centelles
Juan Francisco Centelles (né le 26 janvier 1961) est un athlète cubain spécialiste du saut en hauteur.
Il s'illustre durant les Championnats d'Amérique centrale et des Caraïbes en remportant le titre en 1981 et 1982, et en se classant deuxième en 1985 et 1987. 
En 1983, Centelles améliore le record national de Cuba en réussissant 2,30 m à La Havane, puis 2,32 m le 4 juin à Bratislava, également record d'Amérique centrale et des Caraïbes. C'est la meilleure performance de sa carrière, mais ce record est battu dès l'année suivante par Javier Sotomayor. 
Aux Championnats du monde d'Helsinki, le Cubain réussit les qualifications avec 2,21 m, mais doit se contenter de la 15e place en finale.
Il monte sur la plus haute marche du podium des Jeux panaméricains de Caracas avec un bond à 2,29 m.

## Palmarès
| Année | Compétition                                      | Lieu           | Résultat | Épreuve |
| ----- | ------------------------------------------------ | -------------- | -------- | ------- |
| 1981  | Championnats d'Amérique centrale et des Caraïbes | Saint-Domingue | 1er      | 2,22 m  |
| 1982  | Championnats d'Amérique centrale et des Caraïbes | La Havane      | 1re      | 2,25 m  |
| 1983  | Championnats du monde                            | Helsinki       | 15e      | 2,19 m  |
| 1983  | Jeux panaméricains                               | Caracas        | 1er      | 2,29 m  |
| 1985  | Championnats d'Amérique centrale et des Caraïbes | Nassau         | 2e       | 2,30 m  |
| 1987  | Championnats d'Amérique centrale et des Caraïbes | Caracas        | 2e       | 2,20 m  |